# Tachina grisescens
Tachina grisescens là một loài ruồi trong họ Tachinidae.